# Gerardo I di Parigi
Gerardo I, conte di Parigi, capostipite del Casato dei Girardidi (... – 779), è stato un nobile franco.

## Biografia
Secondo diverse fonti, avrebbe sposato una certa Rotrude, che potrebbe essere stata una figlia di Carlomanno, figlio di Carlo Martello.
Da questa unione nacquero:
- Stefano, conte di Parigi (circa 754-†811/815)
- Leotardo I, conte di Parigi (?-813)
- Begone, conte di Parigi (?-816)

Suo figlio Stefano gli succedette nel titolo di conte di Parigi.